# 渡辺崋山
渡辺 崋山（わたなべ かざん）は、江戸時代後期の武士・画家。三河国田原藩士・家老。通称は登（のぼり）、諱は定静（さだやす）。号の崋山ははじめ華山で、35歳ころ改めた。別号は全楽堂・寓画堂など。贈正四位。1839年に幕府によって罰せられた（蛮社の獄）。

## 生涯

### 誕生と苦難の幼少時代

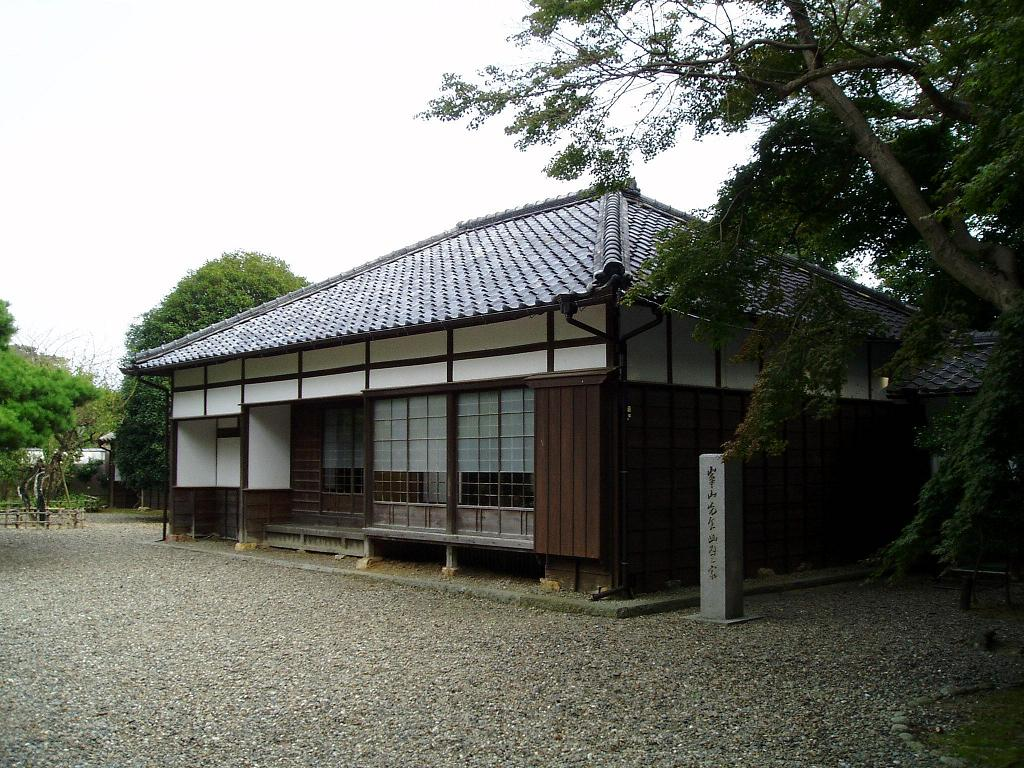
池ノ原公園崋山幽居跡

江戸詰（定府）の田原藩士である父・渡辺定通と母・栄の長男として、江戸・麹町（現・東京都千代田区の三宅坂付近）の田原藩邸で生まれた。渡辺家は田原藩で上士の家格を持ち、代々100石の禄を与えられていたが、父定通が養子であることから15人扶持（石に直すと田原藩では27石）に削られ、さらに折からの藩の財政難による減俸で実収入はわずか12石足らずであった。さらに父定通が病気がちで医薬に多くの費用がかかったため、幼少期は極端な貧窮の中に育った。日々の食事にも事欠き、弟や妹は次々に奉公に出されていった。この有様は、崋山が壮年期に書いた『退役願書之稿』に詳しい。この悲劇が、後の勉学に励む姿と合わせて太平洋戦争以前の修身の教科書に掲載され、忠孝道徳の範とされた。こうした中、まだ少年の崋山は生計を助けるために得意であった絵を売って、生計を支えるようになる。後に谷文晁に入門し、絵の才能が大きく花開き、20代半ばには画家として著名となったことから、ようやく生活に苦労せずに済むようになることが出来た。一方で学問にも励み、田原藩士の鷹見星皐から儒学（朱子学）を学び、18歳のときには昌平坂学問所に通い佐藤一斎から教えを受け、後には松崎慊堂からも学んだ。また、佐藤信淵からは農学を学んでいる。

### 田原藩士として
藩士としては、8歳で時の藩主三宅康友の嫡男・亀吉の伽役を命じられ、亀吉の夭折後もその弟・元吉（後の藩主・三宅康明）の伽役となり、藩主康友からも目をかけられるなど、幼少時から藩主一家にごく近い位置にあった。こういった生い立ちが崋山の藩主一家への親近感や一層の忠誠心につながっていった。16歳で正式に藩の江戸屋敷に出仕するが、納戸役・使番など、藩主にごく近い役目であった。文政6年（1823年）、田原藩士和田氏の娘・たかと結婚し、同8年（1825年）には父の病死のため32歳で家督を相続し、80石の家禄を継いだ。同9年には取次役となる。
ところが、翌10年に藩主康明が28歳で病死してしまい、藩首脳部は貧窮する藩財政を打開するため、当時比較的裕福であった姫路藩から養子を持参金付きで迎えようとした。崋山はこれに強く反発し、用人の真木定前らと共に康明の異母弟・友信の擁立運動を行った。結局藩上層部の意思が通って養子・康直が藩主となり、崋山は一時自暴自棄となって酒浸りの生活を送っている。しかし、一方で藩首脳部と姫路藩双方と交渉して、後日に三宅友信の男子（のちの三宅康保）と康直の娘を結婚させ、次の藩主とすることを承諾させている。また藩首脳部は、崋山ら反対派の慰撫の目的もあって、友信に前藩主の格式を与え、巣鴨に別邸を与えて優遇した。崋山は側用人として親しく友信と接することとなり、のちに崋山が多くの蘭学書の購入を希望した際には友信が快く資金を出すこともあった。友信は崋山の死後40年の明治14年（1881年）に『崋山先生略伝補』として崋山の伝記を書き残している。
天保3年（1832年）5月、崋山は田原藩の年寄役末席（家老職）に就任する。20代半ばから絵画ですでに名を挙げていた崋山は、藩政の中枢にはできるだけ近よらずに画業に専念したかったようであるが、その希望はかなわなかった。
こうして崋山は、藩政改革に尽力する。優秀な藩士の登用と士気向上のため、格高制を導入し、家格よりも役職を反映した俸禄形式とし、合わせて支出の引き締めを図った。さらに農学者大蔵永常を田原に招聘して殖産興業を行おうとした。永常はまず田原で稲作の技術改良を行い、特に鯨油によるイネの害虫駆除法の導入は大きな成果につながったといわれている。さらに当時諸藩の有力な財源となりつつあった商品作物の栽培を行い、特に温暖な気候の渥美半島に着目してサトウキビ栽培を同地に定着させようとしたが、これはあまりうまくいかなかった。このほか、ハゼ・コウゾの栽培や蝋絞りの技術や、藩士の内職として土焼人形の製造法なども伝えている。
天保7年（1836年）から翌年にかけての天保の大飢饉の際には、あらかじめ食料備蓄庫（報民倉と命名）を築いておいたことや『凶荒心得書』という対応手引きを著して家中に綱紀粛正と倹約の徹底、領民救済の優先を徹底させることなどで、貧しい藩内で誰も餓死者を出さず、そのために全国で唯一幕府から表彰を受けている。また崋山は、藩の助郷免除嘆願のために海防政策を口実として利用した。それによって田原藩は幕府や諸藩から海防への取り組みを高く評価されたが、それは助郷免除嘆願のための隠れ蓑で、崋山自身は開国論を持っており、鎖国・海防に反対だった。

### 「蘭学にて大施主」
また、紀州藩儒官遠藤泰通（勝助）が設立した尚歯会に参加し、高野長英などと飢饉の対策について話し合った。この成果として長英はジャガイモ（馬鈴薯）とソバ（早ソバ）を飢饉対策に提案した『救荒二物考』を上梓するが、絵心のある崋山がその挿絵を担当している。その後この学問会は天保8年（1837年）のモリソン号事件とともにさらに広がりを見せ、蘭学者・長英や小関三英・幡崎鼎、幕臣・川路聖謨・羽倉簡堂・江川英龍（太郎左衛門）などが加わり、海防問題などまで深く議論するようになった。特に江川は崋山に深く師事するようになり、幕府の海防政策などへの助言を受けている。こうした崋山の姿を、この会合に顔を出したこともある藤田東湖は、「蘭学にて大施主」と呼んでいる。崋山自身は蘭学者ではないものの、時の蘭学者たちの指導者的存在であるとみなしての呼び名である。
これに対して、幡崎・川路・羽倉・江川は尚歯会に参加しておらず、崋山と川路・江川が個人的に親交を持っていただけだったとの指摘がある。崋山や長英・三英は内心では鎖国の撤廃を望んでいたが、崋山は幕府の鎖国政策に反対する危険性を考えて海防論者を装っていた。江川は崋山を評判通りの海防論者と思い接近したが、崋山はそれを利用して逆に江川に海防論の誤りを啓蒙しようとしていた。開国を望む崋山と頑迷な海防論者の江川は同床異夢の関係であったとしている。

### 蛮社の獄とその最期

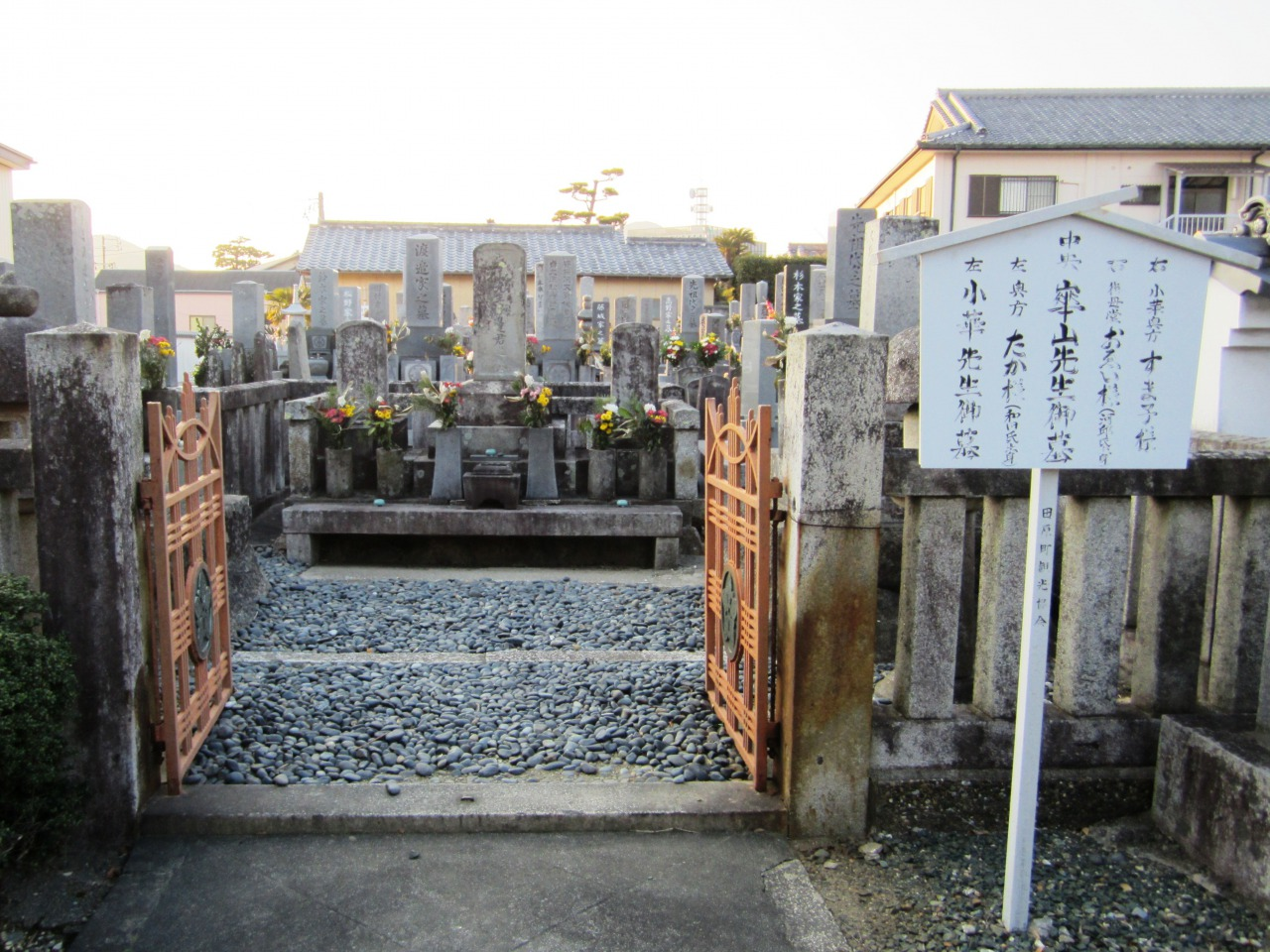
愛知県田原市城宝寺の墓所

翌天保9年（1838年）にモリソン号事件を知った崋山や長英は幕府の打ち払い政策に危機感を持ち、崋山はこれに反対する『慎機論』を書いた。しかしこの書は海防を批判する一方で海防の不備を憂えるなど論旨が一貫せず、モリソン号についての意見が明示されず結論に至らぬまま、幕府高官に対する激越な批判で終わるという不可解な文章になってしまった。内心では開国を期待しながら海防論者を装っていた崋山は、田原藩の年寄という立場上、『戊戌夢物語』を書いた長英のように匿名で発表することはできず、幕府の対外政策を批判できなかったためである。自らはばかった崋山は提出を取りやめ草稿のまま放置していたが、この反故にしていた原稿が約半年後の蛮社の獄における家宅捜索で奉行所にあげられ、断罪の根拠にされることになるのである。
かつて、蛮社の獄は、幕府の保守派の目付・鳥居耀蔵が蘭学者を嫌って起こした事件とされていたが、これは明治の藤田茂吉がこれを自由民権運動との連想で書いたためである。だが実際には、鳥居と江川英龍との確執が原因であり、天保10年（1839年）5月、鳥居は江川とその仲間を罪に落とそうとした。江川は老中水野忠邦にかばわれて無事だったが、崋山は家宅捜索の際に発表を控えていた『慎機論』が発見され、陪臣の身で国政に容喙したということで、田原で蟄居することとなった。
以上の通説に対して、江戸湾巡視の際に鳥居と江川の間に対立があったのは確かだが、もともと鳥居と江川は以前から昵懇の間柄であり、両者の親交は江戸湾巡視中や蛮社の獄の後も、鳥居が失脚する弘化元年（1844年）まで続いているとの指摘がある。鳥居は江戸湾巡視や蛮社の獄の1年も前から花井虎一を使って崋山の内偵を進めており、蛮社の獄の原因を鳥居と江川の確執に求めるのは誤りで、蛮社の獄は鳥居が『戊戌夢物語』の著者の探索にことよせて「蘭学にて大施主」と噂されていた崋山を、町人たちともに「無人島渡海相企候一件」として断罪し、鎖国の排外的閉鎖性の緩みに対する一罰百戒を企図して起こされた事件であるとしている。
天保12年（1841年）、田原の池ノ原屋敷で謹慎生活を送る崋山一家の貧窮ぶりを憂慮した門人福田半香の計らいで江戸で崋山の書画会を開き、その代金を生活費に充てることとなった。ところが、「生活のために絵を売っていたことが幕府で問題視された」などの風聞が立ち、藩に迷惑がおよぶことを恐れた崋山は「不忠不孝渡辺登」の絶筆の書を遺して、池ノ原屋敷の納屋にて切腹した。
著書に『初稿西洋事情書』・『再稿西洋事情書』・『外国事情書』・『鴃舌或問』・『鴃舌小記』など。
崋山に対する反崋山派の圧力はその死後も強く、また幕府の手前もあり、息子の渡辺小崋が家老に就任して家名再興を果たした後も墓を建立することが許されなかったという。幕府が崋山の名誉回復と墓の建立を許可したのは、幕府滅亡直前の慶応4年3月15日（1868年4月7日）のことであった。なお、小崋をはじめとする崋山の子女は、いずれも子供に恵まれなかったために、明治期にその家系は断絶することになった。
1891年（明治24年）、崋山に正四位の位階が贈られた。1946年（昭和21年）、田原城出丸跡に崋山を祭神とする崋山神社が創建された。

## 画家・文人としての崋山
華山は年少のころより生計を支えるために画業を志した。最初、大叔父の平山文鏡に画の手ほどきを受け、続いて白川芝山に師事したが付届けができないことを理由に破門された。これを憐れんだ父は、藩主の姻戚の家来というつてを頼って金子金陵に崋山の弟子入りを頼み、受け入れられた（文化6年＝崋山17歳）。金陵は崋山に眼をかけ、崋山の画力は向上した。このころ、初午灯篭の絵を描く内職を手がけた。崋山によれば百枚書いて、銭一貫だったというが、このときに絵を速く描く技術を身につけたことは、後年の紀行文中の素描などに大きく役立ったであろうことがうかがえる。
さらに、金陵の師である谷文晁にも教えを受けた。文晁は華山の才能を見抜き、画技のみならず文人画家としての手本となった。師の文晁に倣って南画のみならず様々な系統の画派を広く吸収した。文人画は清の惲寿平に強く影響されている。また肖像画は陰影を巧みに用いて高い写実表現に成功している。西洋画の影響があったことは間違いないがかつて例のない独自の画法を確立させた。当時から華山の肖像画は人気があり多くの作品を画いた。代表作としては、「鷹見泉石像」・「佐藤一斎像」・「市河米庵像」などが知られる。
こうした崋山の写実性へのこだわりを示す逸話がある。1835年（天保6年）、画家友達であった滝沢琴嶺（興継）が没し、崋山は葬儀の場で琴嶺の父・曲亭馬琴にその肖像画の作成を依頼された。当時、肖像画は当人の没後に描かれることが多く、画家はしばしば実際に実物を見ることなく、やむを得ず死者を思い出しながら描くことがしばしばあり、崋山の琴嶺像執筆もそうなる予定だった。ところが崋山はそれを受け入れず、棺桶のふたを開けて琴嶺を覗き込んで素描し、さらに顔に直接触れたという。これらは当時の価値観や風習から大きく外れた行動であった。
元々崋山は貧しさをしのぐ目的もあり画業を始めたのだが、それが大きく花開き、また画業を習得する際に得た視野や人脈は、崋山の発想を大きくするために得がたいものとなった。代表作に当時の風俗を写生した「一掃百態図」など。また、文人としては随筆紀行文である『全楽堂日録』『日光紀行』などを残し、文章とともに多く残されている挿絵が旅の情景を髣髴とさせるとともに、当時の文化・風俗を知る重要な資料となっている。
弟子に椿椿山・福田半香などが育った。末弟の如山を椿山の画塾に入門させ将来を嘱望される画家としたが、僅か22歳で夭折した。

## 主な作品
| 作品名                   | 技法         | 形状・員数 | 所有者                             | 年代                           | 備考                 |
| ------------------------ | ------------ | ---------- | ---------------------------------- | ------------------------------ | -------------------- |
| 亀台金母図               | 紙本著色     | 1幅        | 田原市博物館                       | 文化8年(1811)                  |                      |
| 蘆汀双鴨図               | 絹本著色     | 1幅        | 常葉ギャラリー                     | 文化11年(1814)                 |                      |
| 高士愛虎図               | 紙本墨画淡彩 | 1幅        | 静嘉堂文庫美術館                   | 文化12年(1815)                 |                      |
| 呂公釣渭図               | 絹本著色     | 1幅        | 個人蔵                             | 文化13年(1816)                 | 静岡県指定有形文化財 |
| 西王母図                 | 絹本著色     | 1幅        | 常葉ギャラリー                     | 文化13年(1816)                 |                      |
| 三十六歌仙図             | 紙本墨画淡彩 |            | 浜松市美術館                       | 文化13年(1816)                 |                      |
| 秋草小禽図               | 絹本著色     | 1幅        | 田原市博物館                       | 文政元年(1818)                 |                      |
| 一掃百態図               | 紙本著色     | 1冊        | 田原市博物館                       | 文政元年(1818)                 | 重要文化財           |
| 佐藤一斎像画稿第二       | 紙本墨画淡彩 | 1幅        | 個人蔵                             | 文政4年(1821)頃                | 重要美術品           |
| 佐藤一斎像画稿第三       | 紙本墨画淡彩 | 1幅        | 千葉市美術館                       | 文政4年(1821)頃                |                      |
| 佐藤一斎像画稿第四       | 紙本墨画淡彩 | 1幅        | 千葉市美術館                       | 文政4年(1821)頃                |                      |
| 佐藤一斎像画稿第五       | 紙本墨画淡彩 | 1幅        | 千葉市美術館                       | 文政4年(1821)頃                |                      |
| 佐藤一斎像画稿第六       | 紙本墨画淡彩 | 1幅        | 千葉市美術館                       | 文政4年(1821)頃                |                      |
| 佐藤一斎像画稿第七       | 紙本墨画淡彩 | 1幅        | 千葉市美術館                       | 文政4年(1821)頃                |                      |
| 佐藤一斎像画稿第十一     | 紙本墨画淡彩 | 1幅        | 個人蔵                             | 文政4年(1821)頃                | 重要美術品           |
| 佐藤一斎像               | 絹本著色     | 1幅        | 東京国立博物館                     | 文政4年(1821)                  | 重要文化財           |
| 壬午図稿                 | 紙本墨画淡彩 | 1冊        | 田原市博物館                       | 文政5年(1822)                  | 重要美術品           |
| 立原翠軒像画稿           | 紙本墨画淡彩 | 1幅        | 田原市博物館                       | 文政6年(1823)                  | 重要美術品           |
| 渡辺巴洲像画稿           | 紙本墨画     | 1幅        | 田原市博物館                       | 文政7年(1824)                  | 重要文化財           |
| 渡辺巴洲像画稿(五図)     | 紙本墨画淡彩 | 1幅        | 田原市博物館                       | 文政7年(1824)                  | 重要文化財           |
| 四州真景図               | 紙本墨画淡彩 | 3巻        | 個人蔵                             | 文政8年(1825)                  | 重要文化財           |
| 十友双雀図               | 絹本著色     | 1幅        | 個人蔵                             | 文政9年(1826)                  | 重要美術品           |
| 松崎慊堂像画稿その一     | 紙本墨画淡彩 | 1幅        | 個人蔵                             | 文政9年(1826)                  | 重要美術品           |
| 松崎慊堂像画稿その二     | 紙本墨画淡彩 | 1幅        | 個人蔵                             | 天保年間                       | 重要美術品           |
| 全楽堂日録               | 紙本墨画淡彩 | 1冊        | 個人蔵                             | 文政13年(1830)～天保4年(1833)  | 愛知県指定文化財     |
| 林述斎像稿               | 紙本墨画淡彩 | 1幅        | 田原市博物館                       | 天保年間                       |                      |
| 竹中元真像               | 紙本墨画淡彩 | 1幅        | 田原市博物館                       | 天保年間                       |                      |
| 自筆手本（忠孝）         | 紙本墨書     | 1幅        | 田原市博物館                       | 天保年間                       | 重要文化財           |
| 東銘屏風                 | 紙本墨書     | 二曲一双   | 田原市博物館                       | 天保年間                       |                      |
| 豊干禅師騎虎図           | 紙本墨画     | 1幅        | 田原市博物館                       | 天保年間                       |                      |
| 俳画冊                   | 紙本墨画淡彩 | 2冊        | 田原市博物館                       | 天保年間                       |                      |
| 月下鳴機図               | 絹本著色     | 1幅        | 静嘉堂文庫美術館                   | 天保年間                       | 重要美術品           |
| 毛武游記図巻             | 紙本墨画     | 1巻        | 常葉ギャラリー                     | 天保2年(1831)                  |                      |
| 客坐掌記                 | 紙本墨画淡彩 | 1冊        | 田原市博物館                       | 天保3年(1832)                  | 重要美術品           |
| 客参録                   | 紙本墨画淡彩 | 1冊        | 個人蔵                             | 天保4年(1833)                  | 愛知県指定文化財     |
| 芝仙祝寿図               | 絹本著色     | 1幅        | 田原市博物館                       | 天保4年(1833)                  |                      |
| 滝沢琴嶺像               | 絹本著色     | 1幅        | 個人蔵、天理大学附属天理図書館寄託 | 天保6年(1835)                  |                      |
| 鷹見泉石像               | 絹本著色     | 1幅        | 東京国立博物館                     | 天保8年(1837)                  | 国宝                 |
| 笑顔武士像稿             | 紙本墨画淡彩 | 1幅        | 個人蔵                             | 天保8年(1837)                  | 重要美術品           |
| 市河米庵像画稿           | 紙本墨画淡彩 | 1幅        | 京都国立博物館                     | 天保年間                       | 重要文化財           |
| 市河米庵像               | 絹本著色     | 1幅        | 京都国立博物館                     | 天保8年(1837)                  | 重要文化財           |
| 芸妓図                   | 絹本著色     | 1幅        | 静嘉堂文庫美術館                   | 天保9年(1838)                  | 重要文化財           |
| 溪山細雨図               | 絹本著色     | 1幅        | 静嘉堂文庫美術館                   | 天保9年(1838)                  | 重要美術品           |
| 客坐掌記                 | 紙本墨画淡彩 | 1冊        | 田原市博物館                       | 天保9年(1838)                  | 重要美術品           |
| 孔子像                   | 絹本著色     | 1幅        | 田原市博物館                       | 天保9年(1838)                  | 重要文化財           |
| 雛祭図                   | 絹本著色     | 1幅        | 田原市博物館                       | 天保9年(1838)                  |                      |
| 西銘屏風                 | 紙本墨書     | 二曲一双   | 田原市博物館                       | 天保9年(1838)                  |                      |
| 翎毛虫魚画帖             | 紙本墨画淡彩 | 2冊        | 草雲美術館                         | 天保9年(1838)～天保12年(1841)  |                      |
| 藤花雀蜂図               | 絹本著色     | 1幅        | 田原市博物館                       | 天保10年(1839)                 |                      |
| 獄廷素描及び記録         | 紙本墨画     | 1巻        | 田原市博物館                       | 天保10年(1839)～天保11年(1840) | 重要文化財           |
| 痩馬図                   | 紙本墨画淡彩 | 1幅        | 田原市博物館                       | 天保11年(1840)                 |                      |
| 遊魚図(海錯図)           | 絹本著色     | 1幅        | 静嘉堂文庫美術館                   | 天保11年(1840)                 | 重要文化財           |
| 異魚図                   | 紙本墨画淡彩 | 1幅        | 個人蔵                             | 天保11年(1840)                 | 重要美術品           |
| ヒポクラテス像           | 絹本著色     | 1幅        | 九州国立博物館                     | 天保11年(1840)                 | 重要美術品           |
| 牡丹図                   | 絹本淡彩     | 1幅        | 田原市博物館                       | 天保12年(1841)                 | 重要美術品           |
| 乳狗図                   | 絹本著色     | 1幅        | 黒川古文化研究所                   | 天保12年(1841)                 |                      |
| 蟲魚帖稿                 | 紙本墨画     | 14葉       | 浜松市美術館                       | 天保12年(1841)                 | 静岡県指定有形文化財 |
| 虫魚帖                   | 絹本著色     | 1帖        | 岡田美術館                         | 天保12年(1841)                 | 重要文化財           |
| 于公高門図               | 絹本著色     | 1幅        | 福田美術館                         | 天保12年(1841)                 | 重要文化財           |
| 千山万水図               | 絹本著色     | 1幅        | 田原市博物館                       | 天保12年(1841)                 | 重要文化財           |
| 黄粱一炊図               | 絹本著色     | 1幅        | 個人蔵                             | 天保12年(1841)                 | 重要美術品           |
| 自筆墓表(不忠不孝渡辺登) | 紙本墨書     | 1幅        | 田原市博物館                       | 天保12年(1841)                 | 重要文化財           |

鷹見泉石像 天保8年（1837年）の作。東京国立博物館蔵。国宝[19]
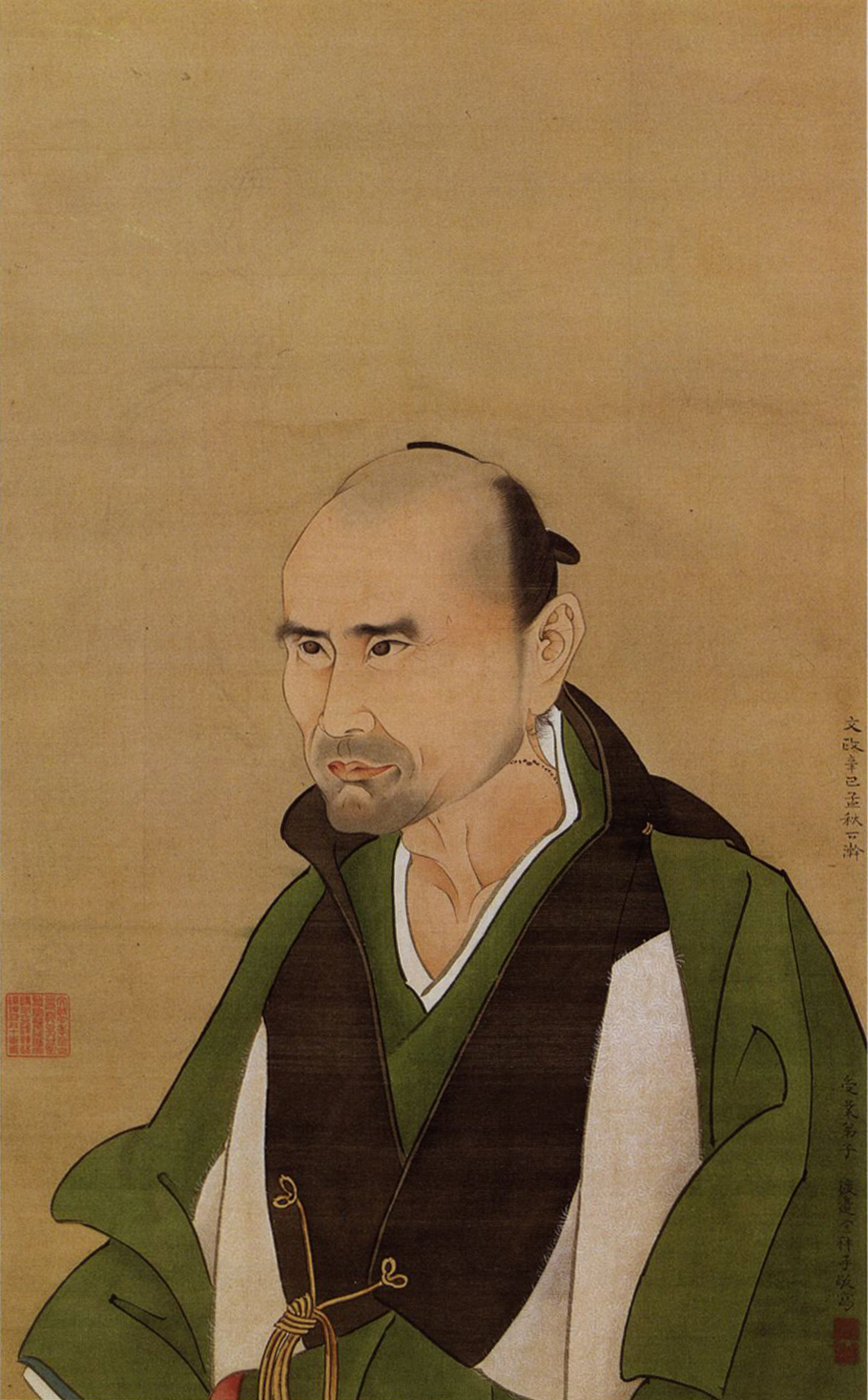
佐藤一斎像 文政4年（1821年）の作。東京国立博物館蔵、重要文化財
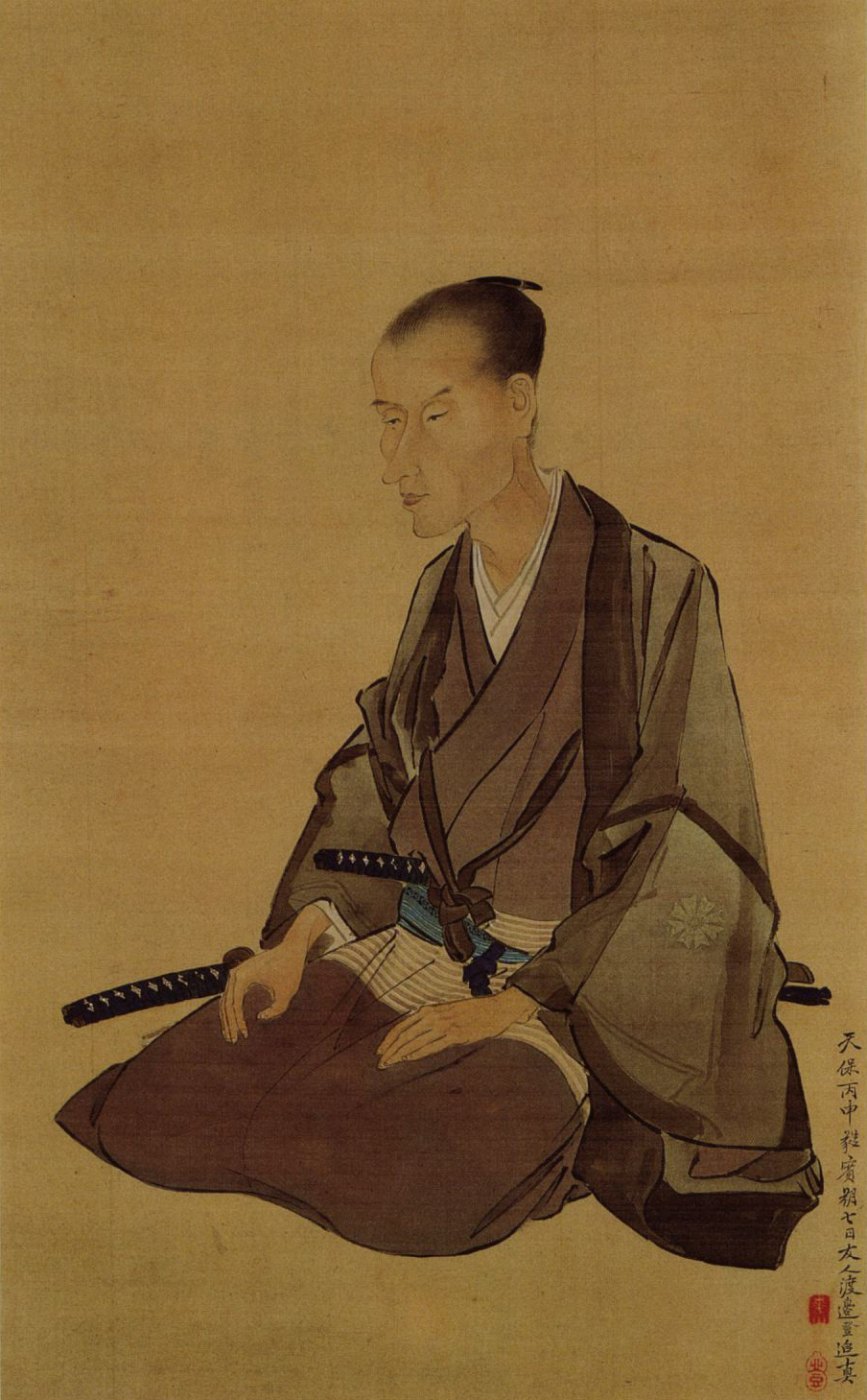
滝沢琴嶺像 天保6年（1835年）の作。個人蔵、天理大学付属天理図書館寄託
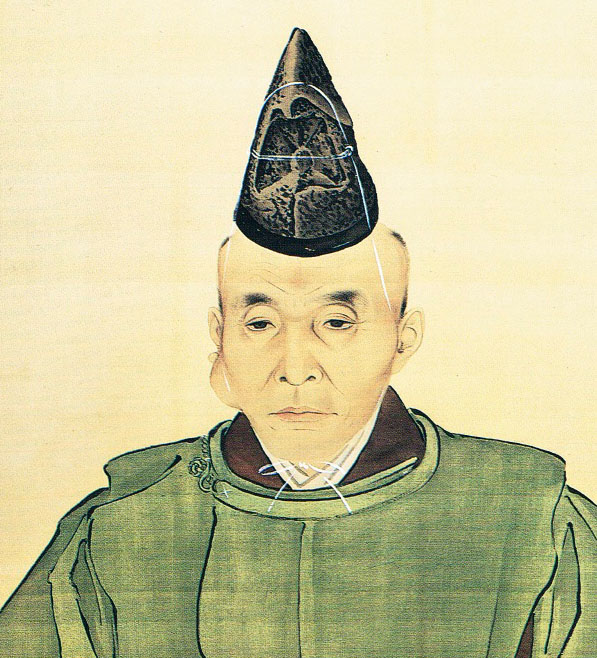
市河米庵像（部分） 天保8年（1837年）の作。京都国立博物館蔵、重要文化財
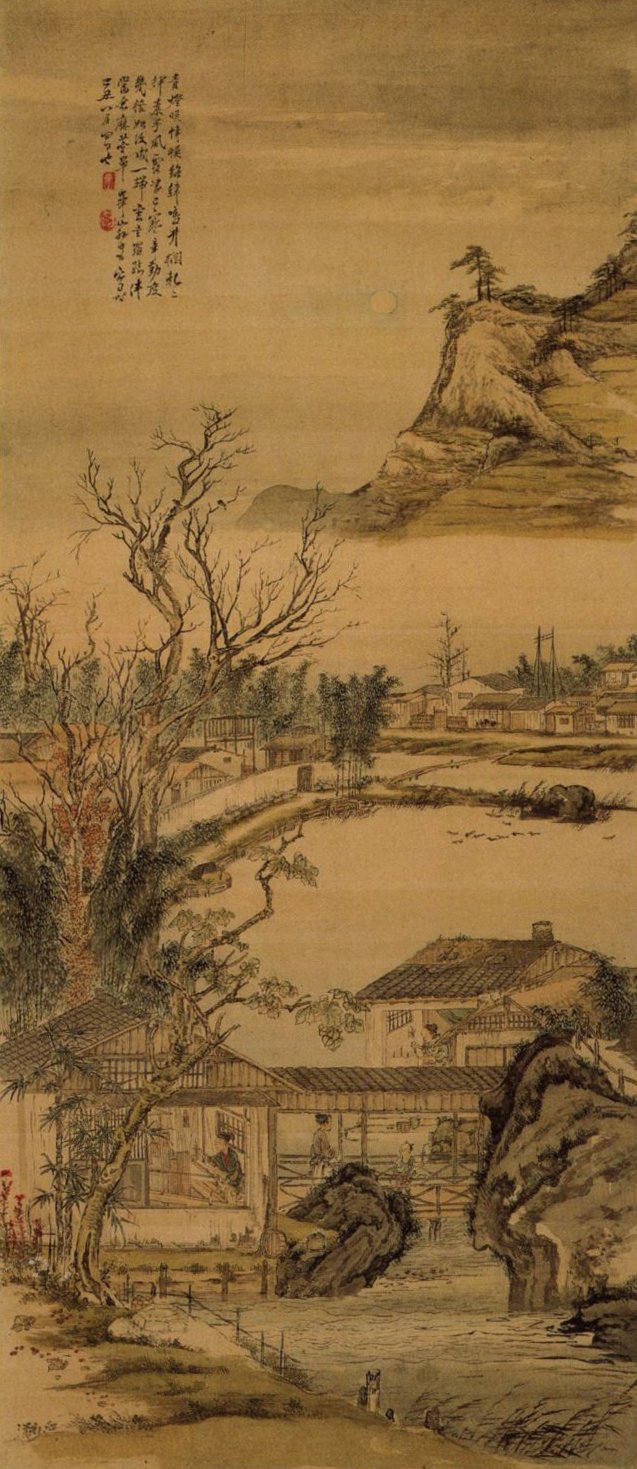
月下鳴機図 天保12年（1841年）の作。静嘉堂文庫美術館蔵、重要美術品
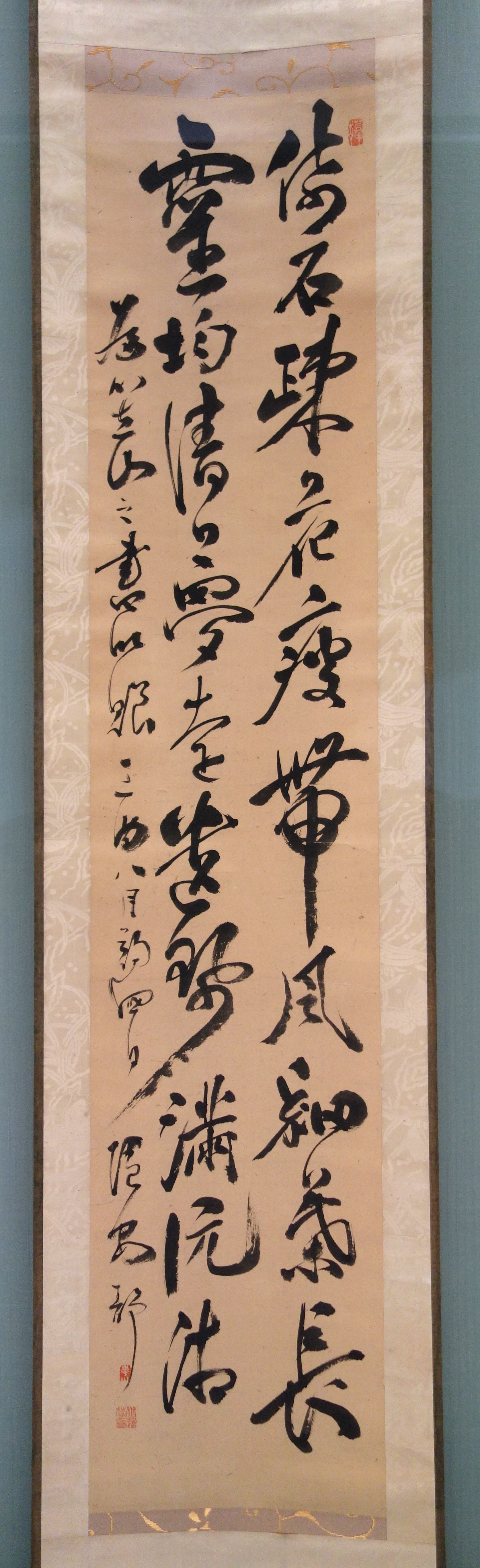
五言絶句 東京国立博物館蔵（倚石疎花痩 帯風細葉長 霊均情夢遠 遺珮満沅湘）

## 弟子の一覧
- 椿椿山
- 福田半香
- 平井顕斎
- 永村茜山
- 井上竹逸
- 山本琹谷
- 小田甫川
- 立原春沙 - 立原杏所の長女
- 斎藤香玉
- 岡本秋暉 - 師友

以上10名は、崋山十哲と称される。
- 金子豊水
- 鈴木三岳
- 高木悟庵

## 関連人物
- 桜間青厓 - 片桐桐隠の門人で、崋山やその弟子と親交を結んだ。

## 著作文献
- 『渡辺崋山集』全7巻　芳賀登ほか監修、日本図書センター、1999年
- 『定本渡辺崋山』全3巻　常葉美術館編、郷土出版社、1991年
- 『崋山画譜』2冊組　芸艸堂、元版は吉川弘文館、明治44年
- 『渡辺崋山書簡集』別所興一訳注・解説、平凡社東洋文庫、2016年、ISBN 978-4-582-80878-0。76通を精選

## 崋山を題材とした作品

### 伝記・評論
- 石川淳『渡辺崋山』 三笠書房、1941／筑摩叢書、1964
- 森銑三『渡辺崋山』 創元選書、1941、改訂版1961／中公文庫、1978
- 田村栄太郎『渡辺崋山の人と思想』今日の問題社、1943
- 菅沼貞三『崋山の研究』座右宝刊行会 1947／木耳社 1969
- 太田黒克彦『渡辺崋山』むさし書房 1950
- 吉沢忠『渡辺崋山』東京大学出版会・日本美術史叢書 1956 新版1972
- 藤森成吉『渡辺崋山の人と芸術』春秋社 1962
- 藤森成吉解説『渡辺崋山 スケッチとデッサン』岩崎美術社 1971
- 蔵原惟人『渡辺崋山 思想と芸術』新日本出版社 1973
- 芳賀徹『渡辺崋山－優しい旅びと』 淡交社（日本の旅人） 1974／朝日選書 1986、オンデマンド版2003
- 鎌田道隆『渡辺崋山 洋学開花期の芸術と思想』平凡社 1979
- 佐藤昌介『渡辺崋山』吉川弘文館〈人物叢書〉、1986
- 日比野秀男『渡辺崋山 秘められた海防思想』ぺりかん社 1994
- 加藤文三『渡辺崋山』大月書店 1996
- 小澤耕一『渡辺崋山研究 三河田原藩の周辺と画論を中心に』日本図書センター 1998
- 芳賀登『士魂の人 渡辺崋山探訪』つくばね舎　2004
- ドナルド・キーン『渡辺崋山』 角地幸男訳、新潮社 2007
- 日比野秀男『渡辺崋山 －作画と思想－』中央公論美術出版 2023

### 小説
- 藤森成吉『渡辺崋山』改造社、1935、同 上下、1951／角川文庫 上下、1952。電子書籍で再刊
- 杉浦明平『小説 渡辺崋山』（朝日新聞社 上下、1971／朝日文庫 全8巻、1982）

以下は関連随想
- 藤森成吉『渡辺崋山と冷泉為恭』 高見沢木版社、1939
- 藤森成吉『渡辺崋山 夜明け前のエレジイ』造形社 1971
- 杉浦明平『わたしの崋山』（未來社、1967／ファラオ企画、1991）
- 杉浦明平『崋山探索』（河出書房新社、1972／岩波書店同時代ライブラリー、1998）
- 杉浦明平『崋山と長英』（第三文明社レグルス文庫、1977）

### 漫画
- みなもと太郎『風雲児たち』（潮出版社、新版リイド社）

### ラジオドラマ
- 名作劇場『渡辺崋山』（NHK東京／1967年／脚本：和田勝一／出演：花柳喜章、斎藤隆、桜井英一、山田清）

## 池ノ原公園
池ノ原公園は崋山が晩年を過ごし最後を遂げた地として知られており、一部は田原市の史跡になっている。園内には東郷平八郎揮毫の「崋山先生玉砕之址」の石碑や崋山の銅像がある。